# Sphyrarhynchus
Sphyrarhynchus – rodzaj roślin z rodziny storczykowatych (Orchidaceae). Rośliny występują w tropikalnej Afryce w: Kenii, Malawi, Mozambiku, Tanzanii, Zambii, Zimbabwe.

## Morfologia
PokrójKarłowate, epifityczne rośliny zielne rozgałęziające się monopodialnie. Pędy bardzo krótkie okryte są pochwiastymi nasadami liści.
LiścieLiście dwurzędowe, mięsisto-skórzaste, lancetowato-eliptyczne.
KwiatyKwiatostany krótsze lub dłuższe niż liście, gęste, choć składające się z nielicznych kwiatów. Kwiaty okazałe jak na wielkość rośliny, białe z zielonym znaczkiem na warżce. Listki okwiatu wolne, podobnie do siebie w obu okółkach. Warżka wygięta, całobrzega, u nasady z ostrogą zwieszoną. Prętosłup krótki i mięsisty. Rostellum młotkowate, wcięte. Pyłkowiny są dwie, kuliste, z dwoma bardzo drobnymi i nitkowatymi uczepkami. Tarczka (viscidium) okazała, jajowata.

## Systematyka
Rodzaj sklasyfikowany do podplemienia Angraecinae w plemieniu Vandeae, podrodzina epidendronowe (Epidendroideae), rodzina storczykowate (Orchidaceae), rząd szparagowce (Asparagales) w obrębie roślin jednoliściennych.
Wykaz gatunków
- Sphyrarhynchus amaniense (Summerh.) Bytebier
- Sphyrarhynchus brevilobus (Summerh.) Bytebier
- Sphyrarhynchus schliebenii Mansf.